# Kyaw Ko Ko
Kyaw Ko Ko (* 20. Dezember 1992 in Amarapura) ist ein myanmarischer Fußballspieler.

## Karriere

### Verein
Kyaw spielte vor seinem Engagement beim myanmarischen Erstligisten Zayar Shwe Myay FC bei Yangon Youth. Seit 2010 überzeugt er durch gute Leistungen und eine hervorragende Torquote in der ersten Liga, weshalb er 2011 auch Fußballer des Jahres wurde. Dadurch wurden mehrere europäische Vereine auf ihn aufmerksam. Seit dem 25. Januar 2012 bestreitet er ein Probetraining beim deutschen Bundesligisten 1. FC Nürnberg. 2013 unterschrieb er einen Vertrag bei Yangon United. Bisher stand er für den Verein 120 Mal auf dem Spielfeld und schoss dabei 49 Tore. 2018 wurde er an den thailändischen Erstligisten Chiangrai United ausgeliehen. Hier stand er, da er lange verletzt war, nur sieben Mal auf dem Platz. 2019 wurde er an Erstligist Samut Prakan City FC  aus  ausgeliehen. Für den Club aus Samut Prakan stand er 13 Mal auf dem Spielfeld und schoss dabei ein Tor. Ligakonkurrent Sukhothai FC aus Sukhothai verpflichtete ihn ab Anfang 2020. Für Sukhothai absolvierte er ein Erstligaspiel. Im Mai 2020 unterschrieb er einen Vertrag beim Zweitligisten Chiangmai United FC in Chiangmai. Im März 2021 feierte er mit Chiangmai die Vizemeisterschaft und den Aufstieg in die erste Liga. Nach dem Aufstieg verließ er Chiangmai und wechselte nach Phrae zum Zweitligisten Phrae United FC. Nach elf Zweitligaspielen wurde sein Vertrag nach der Hinrunde nicht verlängert. Ende Dezember 2021 schloss er sich dem Ligakonkurrenten Rayong FC aus Rayong an. Für Rayong bestritt er vier Zweitligaspiele. Nach der Saison wurde sein Vertrag nicht verlängert. Von Juni 2022 bis Anfang Januar 2023 war er vertrags- und vereinslos. Am 7. Januar 2023 verpflichtete ihn der myanmarische Erstligist Shan United. Hier stand er bis Sommer 2023 unter Vertrag. Im Juli 2023 kehrte er nach Thailand zurück, wo er sich seinem ehemaligen Verein Phrae United FC anschloss. Für den Verein bestritt er drei Zweitligaspiele. Im Dezember 2023 wurde sein Vertrag nicht verlängert.

### Nationalmannschaft
Kyaw durchlief einige Auswahlmannschaften der Myanmar Football Federation. Mit der U-23 nahm er an den Südostasienspielen 2011 teil und gewann die Bronzemedaille. Dabei schoss er in sieben Spielen fünf Tore und wurde hinter Lamnao Singto (Laos) zusammen mit Patrich Wanggai (Indonesien) Zweiter in der Torschützenliste. Seit 2010 läuft er auch für die myanmarische Fußballnationalmannschaft auf.

## Erfolge

### Verein
Chiangrai United
- Thailändischer Pokalsieger: 2018
- Thailändischer Ligapokalsieger: 2018

Yangon United
- Myanmarischer Meister: 2013, 2015
- Myanmarischer Vizemeister: 2014, 2016, 2017

Chiangmai United FC
- Thailändischer Zweitligavizemeister: 2020/21  ▲

### Nationalmannschaft
- Südostasienspielen: 2011 – Bronzemedaille

## Auszeichnungen
Myanmar National League
Fußballer des Jahres: 2011